# Charioteer
Der Charioteer (offizielle Bezeichnung FV4101 Cromwell Heavy AT Gun) war ein britischer Jagdpanzer (engl.: tank destroyer) aus den 1950er-Jahren. Er wurde aus dem britischen Kampfpanzer Cromwell entwickelt.

## Beschreibung
In den frühen 1950er-Jahren war beabsichtigt, die britischen Panzerverbände mit Panzerfahrzeugen auszurüsten, die mit stärkeren Kanonen ausgestattet waren. Infolgedessen wurde begonnen, Cromwell-Panzer mit einem neuen Turm zu versehen, der mit einer 20-Pfünder-Kanone bestückt war. Insgesamt 442 alte A27M Cromwell wurden  von der Firma Robinson and Kershaw Ltd. in Cheshire mit neuen Türmen und 20-Pfünder-Kanonen ausgerüstet. Der Panzer wurde von der britischen Armee nur bis Ende der 1950er-Jahre verwendet. Das Gros der Fahrzeuge wurde an Österreich, Finnland und Jordanien verkauft. 
Die Motorisierung bestand aus einem V-12-Zylinder-Rolls-Royce-Meteor. Der wassergekühlte Motor konnte eine Leistung von 600 PS erbringen. Die Bodenfreiheit belief sich auf 400 mm.

## Nutzer
- Österreich: 56 Charioteer 1956 erhalten.
- Finnland: 38 "Charioteer Mk VII Model B" 1960 gekauft, die bis 1979 im Dienst waren und sogar bis 2007 noch eingelagert worden waren. Verbliebene Exemplare wurden im selben Jahr auf einer Auktion verkauft.[2]
- Jordanien: 24 Charioteer im Jahr 1954 erhalten. Einige jordanische Charioteer-Panzer wurden an den Libanon verkauft.
- Libanon: mehrere libanesische Charioteers wurden von der PLO gegen Israel im Rahmen der Operation Litani 1978 eingesetzt.
- Vereinigtes Königreich